# 16239 Dower
A 16239 Dower (ideiglenes jelöléssel 2000 GY105) a Naprendszer kisbolygóövében található aszteroida. A LINEAR projekt keretében fedezték fel 2000. április 7-én.